# Addio, addio
Addio, addio (укр. «Прощавай, прощавай») була конкурсною піснею від Італія на Пісенний конкурс Євробачення 1962, що відбувся в Люксембургі; виконувалася італійською мовою Клаудіо Вілла.

## Sanremo
Пісня посіла перше місце на Фестивалі Санремо 1962 у лютому 1962 року, де її виконували дуетом Доменіко Модуньйо та Клаудіо Вілла, отримавши майже 1,5 мільйона голосів від глядачів.

## Євробачення
З музикою Доменіко Модуньйо та словами Франко Мільяччі (ця ж авторська пара створила пісню "Nel blu dipinto di blu"), композиція є баладою, в якій Клаудіо Вілла намагається пережити кінець стосунків. Він співає: «наше кохання стало сіллю, як морська вода / наші пересохлі вуста вже не мають слів», але з надією зазначає: «це неправда, що наше кохання закінчилося», і навіть, прощаючись востаннє, він співає: «ми кохаємо одне одного і водночас прощаємося».
Пісня прозвучала п’ятнадцятою у фіналі конкурсу, після представника  Камілло Фельґена з піснею «Petit bonhomme» і перед виступом  Франсуа Дегельа з «Dis rien». Після завершення голосування пісня отримала 3 бали, посівши 9-те місце серед 16 учасників. Відносно високе місце за низького бала пояснюється тим, що чотири пісні того року не отримали жодного балу.
Італійським представником на Євробаченні 1963 став Емільо Періколі з піснею «Uno per tutte».

## Випуск синглу
Пісня вийшла як сингл у виконанні Клаудіо Вілли з композицією «Quando il vento d'aprile» на стороні «Б». Також Доменіко Модуньйо випустив власну версію синглу з піснею «Lupi e pecorelle» на стороні «Б».

## Чарти
| Хіт-парад (1962)         | Пікова позиція |
| ------------------------ | -------------- |
| Італія (Musica e dischi) | 4              |